# María Teresa Rodríguez (modelo)
María Teresa Rodríguez Rodríguez (San José, 13 de julio de 1986) es una modelo ex reina de belleza y presentadora de televisión costarricense. Participó en Miss Universo 2008.

## Biografía
María Teresa Rodríguez nació en San José, el 13 de julio de 1986, pequeña vivió entre hombres y de niña no era para nada coqueta, su visión cambió cuando su madre, Hortensia Rodríguez, le comentó que había participado en Miss Costa Rica. Desde ese momento se despertó el interés en participar en certámenes de belleza.
Su primera participación en un concurso de belleza se dio a los 16 años, cuando participó y ganó en el Miss Teen Costa Rica. Después de este concurso pasó por otros como Miss Teen International, Miss Dream Girl of the Year, Miss Pacífico Internacional.
Su mayor logro se realizó el 11 de abril de 2008, en el Auditorio Nacional del Museo de los Niños en San José.
En la edición número 53 de dicho concurso, Verónica González Miss Costa Rica 2007 coronó a María Teresa Rodríguez, con lo que ganó el derecho a participar en el certamen Miss Universe 2008. Pero esta elección no estuvo exenta de críticas, en foros de Internet se dedicaron durante semanas a decirle las razones por las cuales, según ellos, debía desistir. Le decían “fea”, “gorda” y “corriente”.
Su primer acercamiento con la televisión se presentó en el programa MotoSport en el 2007. Después de ganar en el 2008 Miss Costa Rica es contactada para participar como celebridad en el reality show costarricense Bailando por un Sueño 2. Su participación se vio truncada, primero cuando se lesionó el tobillo antes de iniciar el reality, sin embargo los jueces criticaron su falta de actitud y se convirtió en la tercera expulsada.
Su mayor exposición en televisión se realizó en 2011 cuando se convirtió en presentadora del reality show Combate, sin embargo luego de 2 años, dejó el programa por dedicarse al trabajo de gerente de una empresa de telecomunicaciones.
En el 2014 volvió a reaparecer en la pantallas de televisión como presentadora del programa Esto es Fútbol de la televisora Canal 9.

## Trayectoria

### Modelaje
| Certamen                    | Sede del concurso | Año  | Título       |
| --------------------------- | ----------------- | ---- | ------------ |
| Miss Universo               | Vietnam           | 2008 | Participante |
| Miss Costa Rica             | Costa Rica        | 2008 | Ganadora     |
| Miss Pacífico               | México            | 2007 | Ganadora     |
| Miss Dream Girl of the Year | Las Vegas         | 2003 | Ganadora     |
| Miss Teen Internacional     | Ecuador           | 2003 | Ganadora     |
| Miss Teen Costa Rica        | Costa Rica        | 2003 | Ganadora     |

### Televisión
| Programa                | Televisora | Rol                                | Año       |
| ----------------------- | ---------- | ---------------------------------- | --------- |
| Esto es Fútbol          | Canal 9    | Presentadora                       | 2014      |
| Combate                 | Repretel   | Presentadora                       | 2011-2013 |
| Habitat Soluciones      | Teletica   | Presentadora                       | 2009-2010 |
| Bailando por un Sueño 2 | Teletica   | Celebridad participante - 7° Lugar | 2008      |
| MotoSport               | Repretel   | Presentadora                       | 2007      |

| Predecesor: -                    | Representación de Alajuela 2008 | Sucesor: Karol Castro         |
| Predecesor: Verónica González    | Miss Costa Rica 2009            | Sucesor: Jessica Umaña        |
| Predecesor: Miss Costa Rica 2007 | Miss Costa Rica 2008            | Sucesor: Miss Costa Rica 2009 |